# Marinko Gruić
Marinko Gruić (Trogir, 16. studenoga 1927. − Zagreb, 19. veljače 1985.), hrvatski novinar i partijski dužnosnik, pripadnik jugokomunističke dogmatske struje u SKH.

## Životopis
Rodio se je u Trogiru. Školovanje u trogirskoj građanskoj školi prekinuo je zbog rata 1941, a nakon rata je u Zagrebu završio gimnaziju i 1960. Pravni fakultet. God. 1942. priključio se partizanima i 1943. postao članom KP. Od kolovoza 1943. organizator je i vođa Prve trogirske omladinske radne brigade, a nakon rata je nekoliko godina na radnim akcijama bio omladinski i partijski rukovodilac, komandant brigada i štabova te do 1954. skojevski i partijski funkcionar u Dalmaciji. Od 1954. do 1957. bio je suradnik i urednik unutrašnjopolitičke rubrike u Vjesniku, potom do 1966. urednik Komunista za Hrvatsku te naposljetku od 1974. do kraja života direktor Vjesnika. Od 1966. do 1973. bio je sekretar GK SKH Zagreb i zamjenik predsjednika Gradske konferencije SKH Zagreb te 1973. – 74. predsjednik Komisije CK SKH za društveno-politički sustav i međunacionalne odnose. Članom CK SKH bio je 1965. – 1985. godine. Nakon 21. sjednice Predsjedništva SKJ u Karađorđevu 1971. bio je jedan od nositelja politike kojom su u Hrvatskoj prekinuti demokratski procesi. Prihvatio politiku dogmatske represije u Hrvatskoj. Pisao o dnevnopolitičkim i inim temama, zatim rasprave o partijskoj povijesti i položaju "narodnosti", posebice Roma, u nas.